# Daniel Stern (Psychoanalytiker)
Daniel Norman Stern (* 16. August 1934 in New York City; † 12. November 2012 in Genf) war ein US-amerikanischer Entwicklungspsychologe, Säuglingsforscher und Psychoanalytiker. Er gilt als einer der führenden Spezialisten der empirischen Säuglingsforschung. Dabei orientierte er sich an einem psychoanalytisch orientierten Verständnis der Persönlichkeit, beobachtete aber keine Alltagssituationen, wie dies von seinen psychoanalytischen Vorgängern praktiziert wurde, sondern schuf experimentelle Situationen. Er versuchte eine Synthese der Ergebnisse aus der psychoanalytischen Entwicklungspsychologie mit den Ergebnissen aus der akademischen Entwicklungspsychologie.
Stern wurde 1999 mit dem Internationalen Sigmund-Freud-Preis für Psychotherapie ausgezeichnet.

## Theorien

### Formen des Selbstgefühls
Stern unterschied beim Neugeborenen direkt nach den ersten Wochen nach der Geburt zwischen sechs Zuständen der Psyche und des Körpers des Säuglings:
- regelmäßiger Schlaf mit geschlossenen Augen und regelmäßiger Atmung
- unregelmäßiger Schlaf mit Bewegungen des Gesichts und der Glieder
- Halbwacher Zustand: Die Augen sind geöffnet, es gibt aber keine Aktivität.
- Wache Aktivität: Die Augen sind weit geöffnet und verfolgen sich bewegende Objekte.
- wache Bewegungen mit diffusen motorischen Bewegungen
- Unbehagen, das sich durch Schreien ausdrückt

Seine Forschungen wurden nur in der vierten Phase (Wache Aktivität) durchgeführt. Da Säuglinge selbstverständlich nicht befragt werden können, zeigte Daniel Stern den Babys Bilder, um seine visuellen Präferenzen anhand von der Dauer der Beobachtung der Bilder zu messen. Bilder der Mutter wurden länger angeschaut als Bilder von fremden Personen. Darin sah Daniel Stern den Beweis für die Annahme eines präverbalen, subjektiven Erlebens des Säuglings. Seine Theorie ging davon aus, dass es ein Selbst gibt, das noch lange vor einem Selbstbewusstsein und vor der Sprache existiert. Dieses Selbst ist gekennzeichnet von einem Gefühl des Ganzseins, Intentionalität, einem primitiven Zeitverständnis und Aktivität.
Durch seine Forschung entwickelte er eine Theorie, in der es vier (bzw. fünf) Formen des Selbstgefühls gibt, die aufeinander aufbauen und das ganze Leben erhalten bleiben. Seine Theorie trat hierbei an die Stelle eines Modells der Entwicklungsphasen und des Triebes. Kritiker bezweifeln die empirische Säuglingsforschung von Daniel Stern, da er sich nur auf eine Phase, nämlich die der wachen Aktivität bezieht.
Auch meinen viele, seine Forschungen seien unzulänglich gewesen, da es sich nur um Affekte handele und tiefer liegende Gefühle ausgeklammert würden. Auch die Ergebnisse der psychoanalytischen Säuglingsforschung wurden von Daniel Stern nicht miteinbezogen.

### Entwicklung des Selbst
Aufgrund seiner Forschungen unterteilte Daniel Stern die Entstehung des Selbst in folgende Phasen:
1. das auftauchende Selbst (Alter: die Entwicklungsphase des auftauchenden Selbst ist mit 2–3 Monaten abgeschlossen – bis Lebensende)
2. das Kern-Selbst (Alter: ab 3–7 Monaten bis Lebensende)
3. das subjektive Selbst (Alter: ab 7–9 Monaten bis Lebensende)
4. das verbale Selbst (Alter: ab 15–18 Monaten bis Lebensende)
5. das erzählende Selbst = entwickeltere Form des verbalen Selbst, ab ca. 3.–4. Lebensjahr bis zum Lebensende

### Auftauchendes Selbst
„Das Berühren eines Objektes kann visuelle Identifikationen des Objektes, ohne es je gesehen zu haben, erlauben [...] Stern vertrat die These, daß Säuglinge die präformierte Fähigkeit besitzen, solche Integrationen herzustellen, und auch bereits mit dem Bedürfnis sowie der Fähigkeit geboren werden, abstrakte Repräsentationen aus den primären Wahrnehmungseigenschaften zu extrahieren.“

### Kernselbst
Das Kernselbst setzt das Erleben von sogenannten vier Invarianzen voraus:
- Selbsturheberschaft: Zum Beispiel, zu erleben, dass es dunkel wird, wenn das Kind die Augen schließt.
- Selbstkohärenz: Das Empfinden, ein körperliches Ganzes als Handlungszentrum zu sein.
- Selbstaffektivität: Das Erleben immer wieder ähnlicher Gefühlsqualitäten.
- Selbstgeschichtlichkeit: Gefühl des fortwährenden Seins, das erlaubt, sich zu verändern und dennoch dieselbe Person zu bleiben.

### Subjektives Selbst
„Das intersubjektive Selbst wird aus den häufigen Episoden extrahiert und als das innere Arbeitsmodell des entstehenden Selbst betrachtet. Dasjenige Arbeitsmodell, das am besten die meisten Episoden zusammenfassen kann wird konstitutiv. Eine Person mag beispielsweise das […] Arbeitsmodell über sich selbst haben, das davon ausgeht, daß das durchschnittliche Objekt liebevoll reagiert, stolz auf Erfolge ist und bei Mißerfolgen unterstützend reagiert. Ein solches Modell würde sich […] als ‚Urvertrauen‘ abbilden.“
Mit anderen Worten wird das Empfinden des Kindes dahingehend erweitert, dass alle bisherigen Vorgänge subjektiv und eigen sind und andere Menschen ihre Empfindungen haben, die sich (teilweise) von denen des Kindes unterscheiden. Es stellt sich die Frage, wie diese Unterscheidungsmöglichkeit entsteht bzw. wie die inneren Zustände anderer „gelesen bzw. erfühlt“ werden können. Wichtig sind nach Stern dazu folgende drei Elemente:

#### Amodale Wahrnehmungsfähigkeit
Die amodale Wahrnehmungsfähigkeit dient der Filterung des Gemeinsamen aus den verschiedenen Wahrnehmungen. Das derart extrahierte Gemeinsame kann künstlich aufgeteilt werden in die Dimensionen Intensität, Zeit und Gestalt. Wobei sich laut Stern das wahrgenommene Gemeinsame dabei nicht in Einzelphänomene zerlegen lässt.

#### Vitalitätsaffekte
Es handelt sich um Affekte, die Vitalgefühle zum Ausdruck bringen. Im Gegensatz zu den sog. kategorialen Affekten, die bestimmte Affekte als Inhalt haben (Wut, Trauer, Freude etc.), besitzen Vitalitätsaffekte keine abgrenzbaren Kategorien, sondern sind am ehesten in Metaphern zu beschreiben („sich beschwingt fühlen“, „Vor Energie platzen“, „nicht in die Gänge kommen“, „am Boden zerstört sein“). Diese unterschiedlichen Gefühle, sich lebendig zu fühlen, sind von anderen durch Bewegung, Gestik, Mimik lesbar.

#### Affekt – Attunement (Abstimmung)
Stern hat den Begriff Attunement geprägt, einen Begriff, für den im Deutschen meist der Terminus Rapport oder Kontingenz verwendet wird. Die Begrifflichkeit ist schwer übersetzbar und meint den sehr komplexen Vorgang, wie zwei Menschen sich in ihrem Rhythmus und ihren Gefühlen aufeinander einstimmen und dann innere Zustände miteinander teilen. Anzuführen wäre hier unter anderem das Spiel mit amodalen Entsprechungen zwischen Mutter und Kind: Die Mutter setzt Bewegungen und freudige Gestimmtheit des Kindes in Laute, Rhythmus, Kopfnicken etc. um. Dieses Teilen des inneren Zustandes bewirkt das Herstellen von Gemeinsamkeiten über spielerische Interaktion auf einer amodalen Ebene. Wie die italienische Entwicklungspsychologin Anna Arfelli Galli hervorhebt: „Stern arbeitet in differenzierter Weise die verschiedenen Modalitäten und Verhaltensweisen heraus, die vorsprachlich bzw. ohne Einsatz von Sprache dem Aufbau, dem Halten und der Regulierung von Beziehungen dienen können.“

### Verbales Selbst
„Um den 15. bis 18. Monat entwickelt das Kind eine neue subjektive Repräsentationsform, die damit zusammenhängt, daß es an dem Weltwissen der anderen partizipieren kann, in dem [sic] es Wissen durch die Sprache symbolisch abbildet, kommuniziert, teilt und sogar neu schafft.“

## Schriften
- Mother and Child: The First  Relationship. Harvard University Press, Cambridge (Mass.) 1977, ISBN 0-674-30432-2.
  - deutsch: Mutter und Kind – Die erste Beziehung. Klett-Cotta, Stuttgart 2000, ISBN 3-608-91685-7.
- Das narrative Selbst. In: Peter Buchheim, Manfred Cierpka, Theodor Seifert (Hrsg.): Das Narrativ – aus dem Leben Erzähltes. Springer, Berlin 1998, S. 1–13 (PDF).
- The Present Moment in Psychotherapy and Everyday Life. Norton, New York 2004, ISBN 0-393-70429-7.
  - deutsch: Der Gegenwartsmoment. Brandes & Apsel, Frankfurt am Main 2005, ISBN 3-86099-817-X.
- Die Lebenserfahrung des Säuglings. Klett-Cotta, Stuttgart 2003, ISBN 3-608-95687-5.